# بهيجة أحمد شهاب
بهيجة أحمد شهاب (1932 – 2012) هي عالمة عراقية متخصصة في علم الإجتماع، ساعدت في تأسيس قسم علم الإجتماع في كلية الآداب بجامعة بغداد في العراق في عقد الخمسينيات.
كانت الأستاذة الجامعية بهيجة متخصصة في الخدمة الإجتماعية وتنمية وتنظيم المجتمع. ولها عدة مؤلفات، كما كتبت العديد من المقالات والدراسات. درَّست المقررات الجامعية والدراسات العليا في قسم علم الإجتماع، كما أشرفت على عدد لا يحصى من رسائل وأطروحات شهادة الدكتوراه.
عززت بهيجة ودعمت باستمرار قضايا العدالة الإجتماعية خاصة تلك التي تتعلق بتحرير المرأة في العراق والعالم العربي.
ظلت بهيجة تدرَّس في جامعة بغداد حتى صيف عام 2007، حين اضطرت هي وعائلتها إلى مغادرة العراق بسبب تدهور الوضع الأمني في بغداد، وكثرة عمليات الاغتيال التي استهدفت العلمانيين والأكاديميين العراقيين.
كانت بهيجة تؤمن بالعمل الميداني وبالتفاهم من أسفل إلى أعلى في القضايا الاجتماعية.
شغلت بهيجة العديد من المناصب مثل «مساعد عميد» و «رئيس قسم».

## بعض أعمالها
- مدخل إلى الخدمة الاجتماعية. (كتاب جامعي باللغة العربية، عام 1982).
- ميادين الخدمة الاجتماعية. (كتاب باللغة العربية، عام 1982).
- الخدمة الاجتماعية  (بالاشتراك مع الدكتورة إحسان الحسن، كتاب باللغة العربية، عام 1990).
- النقلة الحضارية للمرأة في قانون التعديل الثاني لقانون الأحوال الشخصية العراقي، ( بحث ) بغداد، الاتحاد العام لنساء العراق 1978.